# Jonava
Jonava er en by i det centrale Litauen. Med et indbyggertal på 33.1782011 er Jonava den niende største by i Litauen. Byen ligger i Kaunas apskritis 30 km nordøst for Litauens næststørste by Kaunas og er hovedsæde i Jonava distriktskommune. Den betjenes af Kaunas internationale lufthavn, ca. 15 km sydvest for Jonava. Den største gødningsfabrik i de baltiske lande, "Achema", ligger i byen. Jonava kaldes Sankt Hans' hovedstad (Sankt Hans ~ litauisk: Joninės).

## Historie
Officielt blev byen oprettet i 1700-tallet. Byen havde en stor jødisk befolkning før anden verdenskrig. I 1893 var 92% af alle indbyggere jødiske og i 1941 var 80%. Under anden verdenskrig blev Jonava angrebet af Nazi-Tyskland. Under besættelsen ødelagde nazisterne en kirke og den jødiske synagoge og dræbte 552 jøder (497 mænd og 55 kvinder).

## Miljøkatastrofe
Den 20. marts 1989 skete en eksplosion i gødningsfabrikken med et udslip på næsten 7.500 tons flydende ammoniak. Katastrofen medførte en brand i lagrene af nitrophoska og gødningsstoffer, som forurenede luften med blandt andet lattergas, klor og gas. Giftskyen bevægede sig i retningen af Ukmergė, Širvintos og Kėdainiai. Koncentrationen af ammoniak overgik det tilladte niveau 150 gange i Upninkai, 10 km fra virksomheden. Dagen efter ulykken var giftskyen 7 km bred og 50 km lang, og strakte sig fra Jonava til Kėdainiai. Syv personer døde umiddelbart under branden og lækagen af ammoniak, 29 personer blev handicappede, en masse mennesker led af akut vejrtræknings- og hjerteproblemer. Men skaderne og det samlede antal af ofre er ikke opgjort endnu på trods af at det er kendt at fostre og børn, der udsættes for ammoniakdampe kan udvikle alvorlige hjerneskader.

## Bydele i Jonava
I Jonava er der 9 seniūnijos (dansk: ~ bydele).
| - Bukonys - Dumsiai (Har sæde i Šveicarija) - Jonava by | - Kulva - Rukla - Šilai | - Upninkai - Užusaliai - Žeimiai |

## Sport
- Jonava har to fodboldklubber, der spiller i den Pirma lyga, FK Jonava.
- Jonavos centrinis stadionas.

## Jonavas venskabsbyer
Jonava har 7 venskabsbyer:
| - Jõgeva, Estland - Riihimäki, Finland - Polotsk, Hviderusland - Kędzierzyn-Koźle, Polen | - Pucioasa, Rumænien - Bagrationovsk, Rusland - Děčín, Tjekkiet |

## Seværdigheder
Hvert år afholdes en stor, traditionel midsommerfest i Jonava. Den 23.-24. juni udråbes til "Joninės' republik". Hele dagen bliver alle "Jonas" og "Janina" (dansk: John og Johanna) lykønsket gennem officiel teateroptræden af det kulturelle centers ansatte og af slægtninge og venner. På navnedagen bliver egebladskanse overrakt til Jonas og Janina, ligesom musikere spiller mange steder i byen.

## Galleri
- Springvand i Jonava
- Solur i Jonava
- Kirke i Jonava